# Lijst van presidenten van Guinee-Bissau
Dit is een lijst van staatshoofden van Guinee-Bissau.

## Beknopt overzicht
| 1974 | Onafhankelijkheid (Republiek Guinee-Bissau) van Portugal |

## Staatshoofden van Guinee-Bissau (1973-heden)
| Nr. | President | President                                                                                            | Ambtstermijn      | Ambtstermijn      | Partij     |
| --- | --------- | --- | ----------------- | ----------------- | ---------- |
| 1   |           | Luis Cabral (1931–2009) Voorzitter van de Staatsraad                                                 | 24 september 1973 | 14 november 1980  | PAIGC      |
| 2   |           | João Bernardo Vieira (1x) (1939–2009) Voorzitter van de Raad van de Revolutie                        | 14 november 1980  | 14 mei 1984       | PAIGC      |
| -   |           | Carmen Pereira (1937–2016) Voorzitster van de Nationale Volksassemblée                               | 14 mei 1984       | 16 mei 1984       | PAIGC      |
| (2) |           | João Bernardo Vieira (2x) (1939–2009) Voorzitter van de Staatsraad (tot 1994) President (vanaf 1994) | 16 mei 1984       | 7 mei 1999        | PAIGC      |
| -   |           | Ansumane Mané (1940–2000) Chef van de Militaire Junta                                                | 7 mei 1999        | 14 mei 1999       | Mil.       |
| -   |           | Malam Bacai Sanhá (1947–2012) Waarnemend president                                                   | 14 mei 1999       | 17 februari 2000  | PAIGC      |
| 3   |           | Kumba Ialá (1953–2014)                                                                               | 17 februari 2000  | 14 september 2003 | PRS        |
| -   |           | Verísimo Correia Seabra (1947–2004) President Militaire Comité                                       | 14 september 2003 | 28 september 2003 | Mil.       |
| -   |           | Henrique Pereira Rosa (1946–2013) Waarnemend president                                               | 28 september 2003 | 1 oktober 2005    | n/p        |
| (2) |           | João Bernardo Vieira (3x) (1939–2009)                                                                | 1 oktober 2005    | 2 maart 2009      | n/p        |
| -   |           | Raimundo Pereira (1955) Waarnemend president                                                         | 3 maart 2009      | 8 september 2009  | PAIGC      |
| 4   |           | Malam Bacai Sanhá (1947–2012)                                                                        | 8 september 2009  | 9 januari 2012    | PAIGC      |
| -   |           | Raimundo Pereira (2x) (1955) Waarnemend president                                                    | 9 januari 2012    | 12 april 2012     | PAIGC      |
| -   |           | Mamadu Ture Kuruma (1947) President Militaire Comité                                                 | 12 april 2012     | 11 mei 2012       | Mil.       |
| -   |           | Manuel Serifo Nhamadjo (1958-2020) Waarnemend president                                              | 11 mei 2012       | 23 juni 2014      | Partijloos |
| 5   |           | José Mário Vaz (1957)                                                                                | 23 juni 2014      | 23 juni 2019      | PAIGC      |
| -   |           | Cipriano Cassamá (1959) Waarnemend president                                                         | 27 juni 2019      | 29 juni 2019      | PAIGC      |
| -   |           | José Mário Vaz (1957) Waarnemend president                                                           | 27 juni 2019      | 27 februari 2020  | PAIGC      |
| 6   |           | Umaro Sissoco Embaló (1972)                                                                          | 27 februari 2020  | heden             | Madem G15  |

Afkortingen:
- PAIGC = Afrikaanse Onafhankelijkheidspartij van Guinee-Bissau en Kaapverdië;
- Mil.= Militair;
- PRS = Partij voor de Sociale Vernieuwing (Guinee-Bissau);
- n/p = partijloos